# Fīrūzābād-e Bālā (ort i Iran)
Fīrūzābād-e Bālā (persiska: فيروز آباد بالا, Fīrūzābād, Fīrūzābād Bālā) är en ort i Iran.   Den ligger i provinsen Semnan, i den nordöstra delen av landet, 500 km öster om huvudstaden Teheran. Fīrūzābād-e Bālā ligger 1 045 meter över havet och antalet invånare är 103.
Terrängen runt Fīrūzābād-e Bālā är platt åt sydost, men åt nordväst är den kuperad. Terrängen runt Fīrūzābād-e Bālā sluttar söderut.Runt Fīrūzābād-e Bālā är det mycket glesbefolkat, med 5 invånare per kvadratkilometer. Närmaste större samhälle är Estarband, 6,2 km sydost om Fīrūzābād-e Bālā. Trakten runt Fīrūzābād-e Bālā är ofruktbar med lite eller ingen växtlighet.